# Rivalità Robinson-LaMotta
La rivalità Robinson-LaMotta fa riferimento al dualismo pugilistico che ha segnato le carriere di Sugar Ray Robinson e Jake LaMotta.
La rivalità è stata al centro del film Toro scatenato di Martin Scorsese (1980). Si dice che una volta LaMotta abbia detto: «Ho combattuto così spesso con Sugar Ray, che mi è quasi venuto il diabete».

## Esalogia
Di seguito, la lista dei sei incontri:
| Vincitore          | Sconfitto          | Causa                 | Ripresa       | Luogo                | Data              | Note |
| ------------------ | ------------------ | --------------------- | ------------- | -------------------- | ----------------- | --- |
| Sugar Ray Robinson | Jake LaMotta       | Decisione unanime     | 10            | New York Stati Uniti | 2 ottobre 1942    | Pubblico: 12,784. 1º confronto.                                                                                        |
| Jake LaMotta       | Sugar Ray Robinson | Decisione unanime     | 12            | Detroit Stati Uniti  | 5 febbraio 1943   | Pubblico: 18,930. 2º confronto.                                                                                        |
| Sugar Ray Robinson | Jake LaMotta       | Decisione unanime     | 10            | Detroit Stati Uniti  | 26 febbraio 1943  | Pubblico: 15,149. 3º confronto.                                                                                        |
| Sugar Ray Robinson | Jake LaMotta       | Decisione unanime     | 10            | New York Stati Uniti | 23 febbraio 1945  | Pubblico: 18,060. 4º confronto.                                                                                        |
| Sugar Ray Robinson | Jake LaMotta       | Decisione non unanime | 12            | Chicago Stati Uniti  | 26 settembre 1945 | Pubblico: 14,755. 5º confronto.                                                                                        |
| Sugar Ray Robinson | Jake LaMotta       | KO tecnico            | 13 (15), 2:04 | Chicago Stati Uniti  | 14 febbraio 1951  | Pubblico: 14,802. 6º confronto. Incontro valido per il titolo mondiale dei pesi medi (Saint Valentine's Day Massacre). |

Il bilancio complessivo è di 5 vittorie per Robinson, con un successo per LaMotta.

## Record complessivo

### Professionismo
| Pugile             | Incontri totali | Vittorie (KO) | Sconfitte (KO) | Pareggi | No contest |
| ------------------ | --------------- | ------------- | -------------- | ------- | ---------- |
| Jake LaMotta       | 106             | 83 (30)       | 19 (4)         | 4       | 0          |
| Sugar Ray Robinson | 201             | 174 (109)     | 19 (1)         | 6       | 2          |